# Mattias Ekström
Mattias Ekström (1978. július 14. –) svéd autóversenyző. Kétszeres DTM-bajnok, egyszeres ralikrossz-világbajnok és az elektromos TCR-bajnokság első szezonjának győztese.

## Pályafutása
1999-ben megnyerte a svéd túraautó-bajnokságot. 1999 és 2006 között összesen nyolc rali-világbajnoki futamon állt rajthoz, ebből három alkalommal a Skoda gyári versenyzőjeként.
2001-től 2017-ig volt állandó résztvevője a Német túraautó-bajnokságnaknak (DTM) Ez időszak alatt huszonhárom futamgyőzelmet szerzett, 2004-ben és 2007-ben pedig a sorozat bajnoka volt.
2014-től a párhuzamosan a ralikrosszban is versenyzett és 2016-ban megnyerte a ralikrossz-világbajnokságot. 2018-tól már csak itt indult.
Négy alkalommal (2006, 2007, 2009, 2023) nyerte el a Bajnokok bajnoka címet a Race of Champions viadalon.

## Eredményei

### Teljes DTM eredménylistája
(Táblázat értelmezése)

(Félkövér: pole-pozícióból indult; dőlt: leggyorsabb kört futott) 

| Év   | Csapat                         | 1        | 2        | 3        | 4      | 5        | 6       | 7        | 8        | 9       | 10      | 11        | 12      | 13        | 14       | 15       | 16       | 17       | 18      | 19    | 20    | Helyezés | Pont |
| ---- | ------------------------------ | -------- | -------- | -------- | ------ | -------- | ------- | -------- | -------- | ------- | ------- | --------- | ------- | --------- | -------- | -------- | -------- | -------- | ------- | ----- | ----- | -------- | ---- |
| 2001 | Abt Sportsline Junior          | HOC1     | NÜR1 9   | OSC 7    | SAC 5  | NOR 9    | LAU 3   | NÜR2 14  | A1R 11   | ZAN Ki  | HOC2 6  |           |         |           |          |          |          |          |         |       |       | 8.       | 38   |
| 2002 | Abt Sportsline                 | HOC1 2   | ZOL 4    | DON 3    | SAC 7  | NOR 3    | LAU 2   | NÜR 10   | A1R 11   | ZAN 1   | HOC2 2  |           |         |           |          |          |          |          |         |       |       | 3.       | 50   |
| 2003 | Abt Sportsline                 | HOC1 8   | ADR 2    | NÜR1 7   | LAU 3  | NOR Ki   | DON 3   | NÜR2 4   | A1R 5    | ZAN 3   | HOC2 2  |           |         |           |          |          |          |          |         |       |       | 4.       | 46   |
| 2004 | Abt Sportsline                 | HOC1 3   | EST 2    | ADR 1    | LAU 1  | NOR 4    | SHA1 3  | NÜR 2    | OSC 5    | ZAN 1   | BRN 1   | HOC2 6    |         |           |          |          |          |          |         |       |       | 1.       | 74   |
| 2005 | Abt Sportsline                 | HOC1 5   | LAU1 4   | SPA 2    | BRN 1  | OSC 2    | NOR 3   | NÜR 1    | ZAN 2    | LAU2 1  | IST 12  | HOC2 7    |         |           |          |          |          |          |         |       |       | 2.       | 71   |
| 2006 | Abt Sportsline                 | HOC1 Ki  | LAU Kiz  | OSC 7    | BRH 1  | NOR 6    | NÜR 8   | ZAN 13   | CAT 4    | BUG Ki  | HOC2 12 |           |         |           |          |          |          |          |         |       |       | 8.       | 21   |
| 2007 | Abt Sportsline                 | HOC1 1   | OSC 7    | LAU 10   | BRH 3  | NOR 3    | MUG 2   | ZAN 3    | NÜR 3    | CAT Ki  | HOC2 3  |           |         |           |          |          |          |          |         |       |       | 1.       | 50   |
| 2008 | Abt Sportsline                 | HOC1 1   | OSC 8    | MUG 6    | LAU 3  | NOR 4    | ZAN 1   | NÜR 6    | BRH 3    | CAT Kiz | BUG 1   | HOC2 7    |         |           |          |          |          |          |         |       |       | 3.       | 56   |
| 2009 | Abt Sportsline                 | HOC1 7   | LAU 3    | NOR 3    | ZAN 3  | OSC 2    | NÜR 3   | BRH 5    | CAT 6    | DIJ 9   | HOC2 Ki |           |         |           |          |          |          |          |         |       |       | 5.       | 41   |
| 2010 | Abt Sportsline                 | HOC 6    | VAL 1    | LAU Ki   | NOR 2  | NÜR 7    | ZAN 4   | BRH Ki   | OSC 3    | HOC Ki  | ADR 8   | SHA 9     |         |           |          |          |          |          |         |       |       | 5.       | 35   |
| 2011 | Abt Sportsline                 | HOC 2    | ZAN 8    | SPL Ki   | LAU 11 | NOR 7    | NÜR 1   | BRH 2    | OSC 1    | VAL 1   | HOC 6   |           |         |           |          |          |          |          |         |       |       | 2.       | 52   |
| 2012 | Abt Sportsline                 | HOC 3    | LAU 5    | BRH 5    | SPL 4  | NOR Ki   | NÜR 11  | ZAN 3    | OSC 8    | VAL 3   | HOC Ki  |           |         |           |          |          |          |          |         |       |       | 6.       | 81   |
| 2013 | Abt Sportsline                 | HOC Ki   | BRH 7    | SPL 5    | LAU 8  | NOR Kiz  | MSC 2   | NÜR 13   | OSC 7    | ZAN 4   | HOC 4   |           |         |           |          |          |          |          |         |       |       | 7.       | 68   |
| 2014 | Abt Sportsline                 | HOC 2    | OSC 13   | HUN 9    | NOR 3  | MSC 3    | SPL 7   | NÜR Ki   | LAU Ki   | ZAN 1   | HOC 1   |           |         |           |          |          |          |          |         |       |       | 2.       | 106  |
| 2015 | Audi Sport Team Abt Sportsline | HOC 1 12 | HOC 2 1  | LAU 1 3  | LAU 2  | NOR 1 17 | NOR 2 4 | ZAN 1 13 | ZAN 2 7  | SPL 1 5 | SPL 2 1 | MSC 1 Ki  | MSC 2 3 | OSC 1 14  | OSC 2 11 | NÜR 1 10 | NÜR 2 11 | HOC 1 9  | HOC 2   |       |       | 3.       | 147  |
| 2016 | Audi Sport Team Abt Sportsline | HOC 1 9  | HOC 2 Ki | SPL 1 16 | SPL 2  | LAU 1 6  | LAU 2   | NOR 1 Ki | NOR 2 Ki | ZAN 1 7 | ZAN 2 7 | MSC 1 5   | MSC 2 9 | NÜR 1 Kiz | NÜR 2 4  | HUN 1 18 | HUN 2 1  | HOC 1    | HOC 2   |       |       | 7.       | 107  |
| 2017 | Audi Sport Team Abt Sportsline | HOC 1 5  | HOC 2 11 | LAU 1 8  | LAU 2  | HUN 1 5  | HUN 2   | NOR 1 3  | NOR 2 4  | MSC 1 8 | MSC 2   | ZAN 1 17† | ZAN 2 3 | NÜR 1 15  | NÜR 2 6  | SPL 1    | SPL 2 5  | HOC 1 11 | HOC 2 8 |       |       | 2.       | 176  |
| 2018 | Audi Sport Team Abt Sportsline | HOC 1 17 | HOC 2 16 | LAU 1    | LAU 2  | HUN 1    | HUN 2   | NOR 1    | NOR 2    | ZAN 1   | ZAN 2   | BRH 1     | BRH 2   | MIS 1     | MIS 2    | NÜR 1    | NÜR 2    | SPL 1    | SPL 2   | HOC 1 | HOC 2 | HN^      | 0^   |

^ Vendégpilótaként nem volt jogosult a pontszerzésre.
† A versenyt nem fejezte be, de helyezését értékelték, mert a versenytáv több mint 75%-át teljesítette.
1 - a futam nem volt része a bajnoki értékelésnek
|HN| = Helyezés nélkül

### Teljes FIA Ralikorssz-világbajnokság eredménysorozata
| Év   | Csapat                          | Autó       | Kategória | 1     | 2     | 3      | 4       | 5      | 6     | 7     | 8      | 9     | 10    | 11    | 12    | 13    | Helyezés | Pont |
| ---- | ------------------------------- | ---------- | --------- | ----- | ----- | ------ | ------- | ------ | ----- | ----- | ------ | ----- | ----- | ----- | ----- | ----- | -------- | ---- |
| 2014 | EKS RX                          | Audi S1    | Supercar  | POR   | GBR   | NOR 19 | FIN     | SWE 1  | BEL   | CAN   | FRA    | GER 2 | ITA   | TUR   | ARG   |       | 11.      | 55   |
| 2015 | EKS RX                          | Audi S1    | Supercar  | POR 7 | HOC   | BEL 6  | GBR 2   | GER 15 | SWE 1 | CAN 6 | NOR 12 | FRA 5 | BAR 7 | TUR 4 | ITA   | ARG 2 | 6.       | 201  |
| 2016 | EKS RX                          | Audi S1    | Supercar  | POR 7 | HOC 1 | BEL 1  | GBR 1   | NOR 3  | SWE 6 | CAN 8 | FRA 8  | BAR 1 | LAT 2 | GER 5 | ARG 5 |       | 1.       | 272  |
| 2017 | EKS RX                          | Audi S1    | Supercar  | BAR 1 | POR 1 | HOC 1  | \|BEL 4 | GBR 5  | NOR 4 | SWE   | CAN 7  | FRA 3 | LAT 2 | GER 1 | RSA 3 |       | 2.       | 255  |
| 2018 | EKS Audi Sport                  | Audi S1    | Supercar  | BAR 6 | POR 7 | BEL 4  | GBR 4   | NOR 2  | SWE 6 | CAN 4 | FRA 4  | LAT 2 | USA 6 | GER 2 | RSA 2 |       | 2.       | 248  |
| 2019 | EKS Audi Sport                  | Audi S1    | Supercar  | UAE   | ESP   | BEL 11 | GBR     | NOR    | SWE   | CAN   | FRA    | LAT   | RSA   |       |       |       | 22.      | 8    |
| 2020 | Sweden KYB Team JC              | Audi S1    | Supercar  | SWE 2 | SWE 1 | FIN 7  | FIN 2   | LAT 2  | LAT 1 | ESP 5 | ESP 4  |       |       |       |       |       | 2.       | 192  |
| 2021 | ALL-INKL.COM Münnich Motorsport | SEAT Ibiza | RX1       | BAR   | SWE   | FRA    | LAT 7   | LAT 4  | BEL   | POR   | GER    |       |       |       |       |       | 10.      | 37   |

### Teljes Extreme E eredménylistája
(Táblázat értelmezése)

(Félkövér: pole-pozícióból indult; dőlt: leggyorsabb kört futott) 

| Év   | Csapat                   | Autó             | 1       | 2       | 3       | 4       | 5        | 6       | 7       | 8        | 9       | 10      | Helyezés | Pont |
| ---- | ------------------------ | ---------------- | ------- | ------- | ------- | ------- | -------- | ------- | ------- | -------- | ------- | ------- | -------- | ---- |
| 2021 | Abt Cupra XE             | Spark ODYSSEY 21 | DES Q 8 | DES R 7 | OCE Q 3 | OCE R 5 | ARC Q 2  | ARC R 7 | ISL Q 3 | ISL R 2  | JUR Q 4 | JUR R 7 | 6.       | 87   |
| 2023 | Acciona \| Sainz XE Team | Spark ODYSSEY 21 | DES 1 2 | DES 2 1 | HYD 1 6 | HYD 2 4 | ISL1 1 2 | ISL1 2  | ISL2 1  | ISL2 2 9 | COP 1 2 | COP 2 4 | 2.       | 144  |

### Teljes Elektromos TCR-bajnokság eredménysorozata
| Év   | Csapat                   | Autó          | 1   | 2   | 3   | 4   | 5   | 6   | Helyezés | Pont |
| 2021 | Zengő Motorsport X Cupra | Cupra e-Racer | ITA | ESP | DEN | HUN | FRA |     | 1.       | 320  |
| ---- | ------------------------ | ------------- | --- | --- | --- | --- | --- | --- | -------- | ---- |
| 2021 | Zengő Motorsport X Cupra | Cupra e-Racer | 3   | 1   | 3   | 3   | 8   |     | 1.       | 320  |
| 2022 | Cupra EKS                | Cupra e-Racer | FRA | HUN | ESP | BEL | ITA | GER | 2.       | 488  |
| 2022 | Cupra EKS                | Cupra e-Racer | 1   | 2   | 1   | 5   | 2   | 4   | 2.       | 488  |

### Dakar-rali
| Év   | Kategória       | Gyártó | Navigátor      | Szakaszgyőzelmek | Helyezés |
| ---- | --------------- | ------ | -------------- | ---------------- | -------- |
| 2021 | Light Prototype | Yamaha | Emil Bergkvist | 0                | Kiesett  |
| 2022 | Autó            | Audi   | Emil Bergkvist | 1                | 9.       |
| 2023 | Autó            | Audi   | Emil Bergkvist | 1                | 14.      |
| 2024 | Autó            | Audi   | Emil Bergkvist | 2                | 48.      |